# Hunted: Kuźnia demona
Hunted: Kuźnia demona (ang. Hunted: The Demon’s Forge) – gra akcji z elementami RPG, której premiera amerykańska odbyła się 31 maja 2011 roku, natomiast europejska 3 czerwca 2011 roku. Gra została wyprodukowana przez inXile Entertainment, natomiast jej wydaniem zajęło się przedsiębiorstwo Bethesda Softworks.